# Silent Stream of Godless Elegy
Silent Stream of Godless Elegy (v překladu tichý proud bezbožné elegie; zkratkou SSOGE) je moravská doom/folk metalová kapela založená roku 1995 v Hranicích. 

## Historie
Kapela se řadí mezi významné hráče na poli pomalého doom metalu. Pozornost si získala již svým prvním albem Iron (1996) s výraznými melodiemi a dobře rozpoznatelným growlingem tehdejšího kytaristy a zpěváka Petra Staňka. Debutová deska dodnes patří mezi nejlepší nahrávky na tuzemské doommetalové scéně, ale směle snese srovnání i s mezinárodní produkcí. Na druhém albu Behind the Shadows (1998) skupina rozšířila svůj repertoár o výraznější rytmické i stylistické postupy, díky čemuž se SSOGE dostali do širšího (mezinárodního) posluchačského povědomí. První etapa kapely byla uzavřena třetí a patrně nejprogresivnější deskou Themes (2000), kombinující doom metal s death a blackmetalovými prvky, hymnickými vokály i chytlavými, téměř až „popovými“ momenty.
Po personálních otřesech a odchodu frontmana Petra Staňka, skupina začala více akcentovat moravský folklór. K tomu kapele dopomohl producent Tomáš Kočko, se kterým na "Silenti" na dalších albech spolupracovali. Album Relic Dances (2004) přineslo velkou změnu nejen v podobě dvou nových zpěváků - Hany Hajdové a Pavla Hrnčíře, ale také díky cimbálové muzice Radošov, se kterou kapela na tomto albu spolupracovala. Do své hudby, vedle energie metalu a temnoty doom metalu, vetkli i smutek a melancholii tradičních moravských balad. Tato fúze tvrdé hudby a moravského folkloru jim v roce 2005 přinesla druhého Anděla.
Díky zájmu fanoušků pak v roce 2006 vydali EP Osamělí, které obsahovalo další materiál z nahrávací session Relic Dances v českém a polském jazyce.
Následující album Návaz (2011) bylo nahráno ve spolupráci s Ronaldem Grapowem v jeho studiu GrapowStudios, čímž posunuli kvalitu svého zvuku ještě o laťku výše. To se vyplatilo, jelikož si toto album vzalo pod svá křídla francouzského vydavatelství Season of Mist, díky čemuž získalo celosvětovou publicitu a bylo opět nominováno na cenu Anděl.
V roce 2018 vyšlo album Smutnice (2018). U jeho nahrávání znovu spojili síly s Grapowem, navíc také spolupracovali se světově proslulým průkopníkem orientálního rocku Yossi Sassim (Yossi Sassi & The Oriental Rock Orchestra, ex-Orphaned Land), který se ujal produkce alba.
Sedmé a zároveň poslední album kapely Silent Stream of Godless Elegy Jiná (2024) se naprosto vymyká tomu, na co byli fanoušci u kapely zvyklí. Toto akustické album vzniklo ve spolupráci s Niké Vopaleckou, zpěvačkou a hudebnicí, jenž studuje Contemporary Writing and Production na prestižní Americké univerzitě Berklee College of Music. Jiná obsahuje 10 skladeb, z nichž 9 si Niké vybrala z dosavadní tvorby kapely a vytvořila pro ně naprosto odlišné aranže. Jediná nová skladba s názvem Pod Babíma Horama je lidová píseň, která byla zaranžována ve stejném duchu a skupina k ní natočila videoklip. K nahrávání i živé produkci tohoto alba si kapela vypůjčila mnoho hostů jak zpěváků, tak instrumentalistů, a turné k albu absolvovala na začátku roku 2025.

## Členové

### Současní členové
Zdroj:
- Hanka Hajdová - zpěv (ex-Forgotten Silence, ex-Endless, ex-Love History)
- Pavel Hrnčíř - zpěv (ex-Nemo Ante Mortem Beatus)
- Michal Sýkora - violoncello
- Klára Šindelková - housle (ex-Emerald Shine)
- Radek Hajda - kytara
- Stanislav Pavlík - baskytara
- Michal Milták - bicí

### Zakládající a dřívější členové
Zdroj:
- Filip Chudý - baskytara (1995-1999)
- Hynek Stančík - kytara (2001-2003)
- Jarek Adámek - kytara (2004-2005)
- Kiril Chlebnikov - housle/baskytara (1999-2001)
- Michal Hajda - bicí (1995-2003)
- Michal Herák - zpěv (2001-2004)
- Pavla Lukášová - housle (2000-2001)
- Petr Staněk - kytara/zpěv (1995-2001)
- Zuzana Zamazalová - housle/zpěv (1995-2001)
- Petra Nováčková - housle
- Gabriela Povrazníková - housle (2017-2023)

## Diskografie
Demo nahrávky
- Apotheosis (1995)
- ...Amber Sea (1996)

Studiová alba
- Iron (1996)[6]
- Behind the Shadows (1998)
- Themes (2000)
- Relic Dances (2004)
- Návaz (2011)
- Smutnice (2018)
- Jiná (2024)

Kompilační alba
- Apotheosis & ...Amber Sea (2017) – CD kompilace obou demo nahrávek

EP
- Osamělí (2006)

Singly
- Pod Babíma horama (2023)
- Přísahám (2024)